# 闇の声異聞録
『闇の声異聞録』（やみのこえいぶんろく）は、BLACK CYCから2005年7月29日に発売されたアダルトゲーム。

## ゲームシステム
『闇の声』シリーズの第4作である本作は、小夜子やKのほかにもシリーズの登場人物たちが多く登場する。また、本作はTSF (ジャンル)要素があり、TSF系列としては今までに類を見ないほどダークなストーリー展開である。
本作において主人公の鏡美が、館の中でと「言霊」と呼ばれる、性格や身体的特徴を変化させる効力をもつ勾玉を手に入れる場面がある。この勾玉の効力を生かして様々なイベントを発生させたり、館の謎を解くことが本作の目的となる。

## あらすじ
一度入ってしまうと、入室者の性別を変えてしまうという洋館があった。その洋館に迷い込んだ者は享楽的になり、性欲に溺れるようになるという。そこに一組の姉弟が迷い込む。

## 登場人物
天野 鏡美（あまの かがみ）
声：柴田蕗
このゲームの主人公。海水浴中に遭難し、洋館がある島へ遭難する。
天野 守（あまの まもる）
声：青柳うみ
鏡美の弟。読書が趣味のインドア派なのだが、姉に無理矢理連れられて海水浴にきた所、遭難した。
小夜子（さよこ）
声：夕城粧子
洋館の主。洋館に不思議な能力を備え付けさせた張本人。本作では直接手を下さずにいる。
K（けい）
声：みる
洋館で働いているメイド。
七海（ななみ）
声：森藍子
洋館で働いているメイド。
世愛
声：木村あやか
巫女服を着た謎の少女。

## スタッフ
- 原画：ことみようじ
- シナリオ：和泉万夜
- 主題歌：金田めい「暗闇を讃える者たちへ」

ロックンバナナのサブレーベル・dandelionによるオムニバスアルバム『黒の追憶』に収録されている。